# Simón Bolívar (Chapare)
Simón Bolívar ist eine Streusiedlung im Departamento Cochabamba im südamerikanischen Andenstaat Bolivien.

## Lage im Nahraum
Simón Bolívar liegt in der Provinz Chapare und ist eine Siedlung im Cantón Villa Tunari im Municipio Villa Tunari. Die Ortschaft liegt auf einer Höhe von 274 m drei Kilometer nordwestlich des Río Chapare, der hier in nordöstlicher Richtung fließt.

## Geographie
Simón Bolívar liegt im bolivianischen Tiefland am Nordrand der Cordillera Oriental. Das Klima ist tropisch mit einem ausgeprägten Tageszeitenklima.
Die jährliche Durchschnittstemperatur im langjährigen Mittel liegt bei knapp 27 °C (siehe Klimadiagramm Villa Tunari), die Monatstemperaturen liegen zwischen gut 23 °C im Juli und knapp 29 °C im Dezember und Januar. Der Jahresniederschlag mit 2300 mm weist eine deutliche Regenzeit von Oktober bis April auf, mit Monatsniederschlägen zwischen 160 und 380 mm.

## Verkehrsnetz
Simón Bolívar liegt in einer Entfernung von 167 Straßenkilometern nordöstlich von Cochabamba, der Hauptstadt des Departamentos.
Durch das nahe gelegene Villa Tunari führt die 1657 Kilometer lange Nationalstraße Ruta 4, die das Land von Westen nach Osten durchquert. Sie führt von Tambo Quemado an der chilenischen Grenze über Cochabamba und Sacaba nach Villa Tunari und weiter über Santa Cruz nach Puerto Suárez an der brasilianischen Grenze. Zwei Kilometer östlich von Villa Tunari, zwischen den Brücken über den Río Espíritu Santo und den Río Chapare, zweigt von der Hauptstraße die Ruta 24 in nördlicher Richtung ab, und man erreicht Simón Bolívar nach weiteren vier Kilometern auf einem Abzweig nach links.

## Bevölkerung
Die Einwohnerzahl der Ortschaft ist in dem Jahrzehnt zwischen den beiden letzten Volkszählungen rasant angestiegen:
| Jahr | Einwohner         | Quelle       |
| ---- | ----------------- | ------------ |
| 1992 | keine Detaildaten | Volkszählung |
| 2001 | 32                | Volkszählung |
| 2012 | 601               | Volkszählung |
| 2024 |                   | Volkszählung |

Die Region weist einen deutlichen Anteil an Quechua-Bevölkerung auf, im Municipio Villa Tunari sprechen 83,5 Prozent der Bevölkerung Quechua.